# Eerste divisie (mannenhandbal) 1979/80
De eerste divisie is de op een na hoogste afdeling van het Nederlandse handbal bij de heren op landelijk niveau. In het seizoen 1979/1980 werden Aalsmeer en Swift Roermond kampioen en promoveerden naar de eredivisie. Slotervaart, ESCA, Ancora en Fortuna B. degradeerden naar de tweede divisie.

## Opzet
- De kampioen promoveert rechtstreeks naar de eredivisie (mits er niet al een hogere ploeg van dezelfde vereniging in de eredivisie speelt).
- De twee ploegen die als laatste eindigen, degraderen rechtstreeks naar de tweede divisie.

## Eerste divisie A

### Teams
| Ploeg                | Plaats      | Provincie     |
| -------------------- | ----------- | ------------- |
| Aalsmeer             | Aalsmeer    | Noord-Holland |
| BHC                  | Bussum      | Noord-Holland |
| Enschede             | Enschede    | Overijssel    |
| ESCA                 | Arnhem      | Gelderland    |
| Hercules H           | Hengelo     | Overijssel    |
| Olympia H            | Hengelo     | Overijssel    |
| Slotervaart          | Slotervaart | Noord-Holland |
| Sparta '75           | Groningen   | Groningen     |
| Sport Vereent/Verbr. | Zuilen      | Utrecht       |
| Volendam             | Volendam    | Noord-Holland |

### Stand
| Pos | Club                 | Wed | W  | G | V  | Ptn | DV  | DT  | +/− | Opmerking                         |
| --- | -------------------- | --- | -- | - | -- | --- | --- | --- | --- | --------------------------------- |
| 1   | Aalsmeer             | 18  | 12 | 3 | 3  | 27  | 318 | 271 | +47 | Promoveert naar de eredivisie     |
| 2   | Hercules H           | 18  | 11 | 2 | 5  | 24  | 323 | 295 | +28 |                                   |
| 3   | Volendam             | 18  | 10 | 2 | 6  | 22  | 295 | 281 | +14 |                                   |
| 4   | BHC                  | 18  | 9  | 2 | 7  | 20  | 317 | 314 | +3  |                                   |
| 5   | Sparta '75           | 18  | 7  | 4 | 7  | 18  | 275 | 276 | -1  |                                   |
| 6   | Sport Vereent/Verbr. | 18  | 7  | 2 | 9  | 16  | 289 | 297 | -8  |                                   |
| 7   | Olympia H            | 18  | 6  | 3 | 9  | 15  | 289 | 301 | -12 |                                   |
| 8   | Enschede             | 18  | 6  | 2 | 10 | 14  | 278 | 298 | -20 |                                   |
| 9   | Slotervaart          | 18  | 5  | 3 | 10 | 13  | 253 | 269 | -16 | Degradeert naar de Tweede divisie |
| 10  | ESCA                 | 18  | 4  | 3 | 11 | 11  | 283 | 318 | -38 | Degradeert naar de Tweede divisie |

## Eerste divisie B

### Teams
| Ploeg            | Plaats         | Provincie     |
| ---------------- | -------------- | ------------- |
| Ancora           | Rotterdam      | Zuid-Holland  |
| Animo            | Rijswijk       | Zuid-Holland  |
| Fortuna B        | Bergen op Zoom | Noord-Brabant |
| Hellas           | Den Haag       | Zuid-Holland  |
| Horesca/Internos | Etten-Leur     | Noord-Brabant |
| Loreal           | Venlo          | Limburg       |
| PSV              | Eindhoven      | Noord-Brabant |
| Sittardia 2      | Sittard        | Limburg       |
| Stratum Meteoor  | Eindhoven      | Noord-Brabant |
| Swift Roermond   | Roermond       | Limburg       |

### Stand
| Pos | Club             | Wed | W  | G | V  | Ptn | DV  | DT  | +/−  | Opmerking                         |
| --- | ---------------- | --- | -- | - | -- | --- | --- | --- | ---- | --------------------------------- |
| 1   | Swift Roermond   | 18  | 16 | 1 | 1  | 33  | 357 | 252 | +101 | Promoveert naar de eredivisie     |
| 2   | Stratum Meteoor  | 18  | 12 | 2 | 4  | 26  | 312 | 286 | +26  |                                   |
| 3   | Loreal           | 18  | 9  | 6 | 3  | 24  | 306 | 251 | +55  |                                   |
| 4   | PSV              | 18  | 8  | 5 | 5  | 21  | 357 | 332 | +25  |                                   |
| 5   | Horesca/Internos | 18  | 7  | 3 | 8  | 17  | 290 | 294 | -4   |                                   |
| 6   | Sittardia 2      | 18  | 7  | 1 | 10 | 15  | 277 | 289 | -12  |                                   |
| 7   | Hellas           | 18  | 7  | 0 | 11 | 14  | 281 | 316 | -35  |                                   |
| 8   | Animo            | 18  | 6  | 1 | 11 | 13  | 230 | 249 | -19  |                                   |
| 9   | Ancora           | 18  | 5  | 1 | 12 | 11  | 292 | 328 | -36  | Degradeert naar de Tweede divisie |
| 10  | Fortuna B        | 18  | 3  | 0 | 15 | 6   | 276 | 381 | -105 | Degradeert naar de Tweede divisie |